# Steve Darcis
Steve Darcis, né le 13 mars 1984 à Liège, est un joueur de tennis belge, professionnel de 2003 à 2020.
Vainqueur de deux tournois ATP en simple, il a atteint la 38e place mondiale. Avec l'équipe de Belgique de Coupe Davis, il a joué deux finales en 2015 et en 2017.
Il est parfois surnommé "Shark".

## Profil
Son père, Alain Darcis, ancien propriétaire d'un club de tennis qui a jadis accueilli la Fed Cup et professeur de tennis, a transmis le virus du tennis à son fils. Il accompagne de temps à autre son fils lors de ses déplacements pour le soutenir dès qu'il en a la possibilité. Steve est entraîné par Yannis Déméroutis.
Rafael Nadal a dit de lui : « C'est un bon joueur. Il est talentueux. Il sait comment jouer au tennis et sur toutes les surfaces. Il a de bons coups. Je dirais que c'est un joueur très complet. »

## Carrière

### Ses débuts (2003-2006)
Longtemps considéré comme l'un des espoirs du tennis belge, l'élève du Centre de l'AFT à Mons a mis beaucoup de temps à sortir de l'ombre, notamment à cause de nombreuses blessures l'empêchant d'évoluer à son meilleur niveau. Il apparaît en 2003 sur le circuit Future. Il atteint la finale du tournoi Future de Glasgow en septembre, où il perd contre Andy Murray. Deux mois plus tard, il remporte son premier tournoi Future en République tchèque face au local Jan Masik. Ces deux performances lui permettent d'être classé aux alentours de la 480e place mondiale à la fin de l'année. L'année suivante, il atteint, à 20 ans, les demi-finales du tournoi Challenger de Saransk, où il perd contre le Slovaque Ladislav Švarc.
En 2005, il joue la majorité de ses tournois dans le circuit Challenger, et atteint deux finales en fin de saison, à Kolding et Eckental, mais ne parvient pas à les gagner. C'est pourtant au tournoi danois qu'il gagne ses deux premiers matchs contre des joueurs du top 100 mondial, au premier tour contre Jiří Vaněk (ATP 99) et en demi-finales contre Paul Goldstein (ATP 83), avant d'échouer contre Dmitri Toursounov (ATP 93) en finale. Fin septembre, il dispute son premier match de Coupe Davis avec la Belgique, sans réelle importance puisque les Belges ont déjà perdu contre les Américains. Darcis s'incline d'ailleurs contre James Blake en deux sets. Il est alors, à la fin de l'année, classé à la 153e place mondiale.
L'année suivante, Darcis commence la saison avec une blessure au genou qui l'empêche d'atteindre un bon niveau et le contraint à abandonner à plusieurs reprises. Il tente de se qualifier pour les tournois du circuit principal mais n'y parvient qu'une seule fois à l'Open d'Amersfoort, disputé sur terre battue, où il perd au premier tour. Il décide d'arrêter sa saison après les qualifications de l'US Open où il s'incline au premier tour. Il retombe à la 474e place mondiale en fin de saison.

### 2007. Révélation sur le circuit principal
À 23 ans, Darcis sort de l'ombre grâce à son épopée à l'Open d'Amersfoort. Lors du tournoi ATP aux Pays-Bas, qui n'est que le second tournoi sur le circuit principal de sa carrière, il aligne huit succès consécutifs. Il bouscule la hiérarchie en évinçant quatre joueurs issus du top 70. Durant cette semaine exceptionnelle, le Liégeois bat successivement, sur la terre battue hollandaise, les Français Marc Gicquel (ATP 39) et Gilles Simon (ATP 51) avant de battre les Russes Igor Andreev (ATP 53) et Mikhail Youzhny (ATP 14). En finale, il domine nettement (6-1, 7-6) le vétéran autrichien Werner Eschauer (ATP 125) lors d'un match joué en plusieurs fois en raison de la pluie. Classé aux environs de la 300e place de la hiérarchie mondiale en début de semaine, Darcis se hisse à la 146e place mondiale le 23 juillet. Steve Darcis devient ainsi le cinquième joueur belge à remporter un tournoi ATP depuis le début de l'ère Open, en 1968. Il rejoint ainsi Bernard Mignot, Filip Dewulf, Olivier Rochus et Xavier Malisse. Le Liégeois devient le joueur le moins bien classé (ATP 297) remportant un tournoi ATP depuis plus de trois ans. Il s'agissait à l'époque de l'Allemand Tommy Haas, alors classé 349e, qui a remporté le tournoi de Houston en mars 2004.
Fin du mois de juillet à Sopot, en Pologne, Steve Darcis passe par les qualifications. Le Liégeois continue sa marche en avant. Après sa victoire à l'Open d'Amersfoort, il décroche sa 11e victoire consécutive en simple en écartant sèchement l'Argentin Gastón Gaudio en qualification sur le score de 6-2, 6-0. Après être sorti des qualifications, Steve vient à bout du Chilien Nicolás Massú au premier tour du tournoi. Le Liégeois s'impose en trois sets (68-7, 7-60, 6-4). Au second tour, Steve s'incline en trois sets (1-6, 6-0, 7-5) face à Tommy Robredo, 2e tête de série et septième mondial.
Un mois plus tard, il parvient à se qualifier pour l'US Open, le premier Grand Chelem de sa carrière, lors duquel il s'incline dès le premier tour en quatre sets face à Tommy Haas, bien qu'ayant gagné son premier set au tie-break.
Il intègre le top 100 pour la première fois de sa carrière le 19 novembre 2007 après sa victoire dans le tournoi Challenger de Helsinki contre l'Allemand Tobias Kamke, en ne perdant qu'un seul set (en finale) de tout le tournoi. C'est la première victoire de sa carrière en Challenger.
Il termine cette année 2007, qui l'a révélé au grand public, à la 86e place mondiale.

### 2008. Numéro 1 belge
Début janvier, Steve passe avec succès l'étape des qualifications du tournoi de Sydney et intègre le tableau final. Il remporte ensuite son match du premier tour face à Joseph Sirianni en deux sets avant de s'incliner face à Fabrice Santoro en deux manches. Il participe ensuite à l'Open d'Australie, le deuxième Grand Chelem de sa carrière. Malheureux au tirage, il hérite du favori local, Lleyton Hewitt, au premier tour, face auquel il perd en trois sets.
En février, il gagne son premier match pour la Belgique en coupe Davis contre le Tchèque Lukáš Dlouhý mais n'empêche pas la défaite finale des Belges 3-2.
Le 2 mars, Steve remporte son deuxième tournoi ATP à Memphis face au Suédois Robin Söderling, tête de série numéro 8 et ATP 42, en deux sets. Durant la compétition, il élimine brillamment Vincent Spadea, au tie-break du dernier set, puis l'Autrichien Jürgen Melzer pourtant tête de série numéro 7 en deux sets. Ensuite, pour atteindre la finale, il dispose facilement de l'Allemand Benjamin Becker (6-1, 6-0) et, en demi-finales, du Suédois Jonas Björkman. Ce succès lui permet de faire un bond de 35 places et d'atteindre son meilleur classement ATP (une 46e place) et ainsi de devenir le numéro 1 belge.
Deux semaines plus tard, il essaye d'intégrer le tableau final des Masters de Miami, mais échoue face à Harel Levy, pourtant classé cinquante places derrière lui. Darcis ne se décourage pas et, en mai, aux Masters de Rome, premier tableau final des Masters auquel il prend part, il passe le premier tour en battant Ivan Ljubičić en deux sets, mais échoue face à Novak Djokovic, futur vainqueur du tournoi et troisième mondial, au tour suivant. Il améliore encore le meilleur classement de sa carrière en atteignant, le 12 mai 2008, à l'issue du tournoi de Rome, la 44e place mondiale.
Éliminé au premier tour des Masters de Hambourg par Ivan Ljubičić qui prend sa revanche sur le tournoi de Rome, il est encore malheureux au tirage au sort de Roland-Garros, son premier Grand Chelem sur terre battue. En effet, il hérite de l'Espagnol David Ferrer, cinquième mondial, et perd en trois sets. Le mois suivant, il dispute le Grand Chelem de Wimbledon sur herbe. Malgré deux tournois de préparation, sa saison sur gazon s'arrête au premier tour du tournoi, où il perd en quatre sets contre le Chypriote Márcos Baghdatís.
Fin juillet, alors classé 56e mondial, Darcis participe pour la troisième fois d'affilée à l'Open d'Amersfoort, disputé sur terre battue. Il s'y incline cette fois-ci en finale contre l'Espagnol Albert Montañés, après avoir éliminé la tête de série numéro 1 du tournoi Marc Gicquel. Le mois suivant, il participe aux Jeux olympiques de Pékin en simple. Il est éliminé au premier tour du tournoi par Nicolás Massú, tenant du titre.
Il participe également au quatrième Grand Chelem de l'année, l'US Open, à New York (il réussit donc à participer aux quatre tournois majeurs de l'année plus les Jeux olympiques). Il gagne le premier match en Grand Chelem de sa carrière en battant, au premier tour, l'Allemand Denis Gremelmayr, en quatre sets. Il doit néanmoins abandonner au tour suivant alors qu'il y avait un set partout entre James Blake et lui.
En fin d'année, au mois d'octobre, il parvient à se qualifier pour les Masters de Madrid mais s'incline au premier tour dans le tableau final contre l'Américain Mardy Fish. Son dernier tournoi a lieu la semaine suivante, sur moquette, à Lyon. Il est éliminé en quarts de finale par Julien Benneteau en ayant battu, au tour précédent, Richard Gasquet, quinzième mondial. Cette victoire contre le Français est la meilleure performance de son année 2008, qu'il termine à la 61e place mondiale.

### 2009-2010. Deux saisons difficiles
L'année 2009 de Steve Darcis débute par cinq défaites d'affilée en janvier-février. Il est notamment battu au premier tour de l'Open d'Australie par le Français Sébastien de Chaunac (ATP 253), pourtant issu des qualifications et classé 200 places derrière Steve, en cinq sets. Il ne parvient pas non plus à gagner un match au tournoi de Memphis, qu'il avait brillamment remporté l'année précédente. En effet, il hérite dès le premier tour d'Andy Roddick, qui l'élimine en deux sets. Il sort donc du top 100 pour deux semaines, avant de le réintégrer après sa première victoire de la saison au Masters d'Indian Wells contre Marcel Granollers (ATP 47), qui abandonne alors que Steve mène 5 jeux à 0 dans le premier set.
À la fin du mois d'avril, il atteint les demi-finales de deux tournois Challenger, à Sofia, où il perd contre Florian Mayer et la semaine suivante à Ostrava, où il s'incline contre Jan Hájek. Le mois suivant à Roland-Garros, il tombe dès le premier tour face au Roumain Victor Hănescu, en trois sets tous trois disputés au tie-break. Il participe ensuite au Challenger de Prostejov. Il est défait en finale encore une fois par Jan Hájek, après avoir réalisé une belle performance en demi-finale en sortant le 20e mondial Tomáš Berdych. Cette victoire est sa meilleure performance de la saison. Il offre également la victoire à la Belgique lors des barrages de la Coupe Davis, grâce à deux victoires en trois sets face aux Ukrainiens Serhiy Stakhovsky et Sergueï Bubka. Malgré une demi-finale à l'Ethias Trophy, il sort finalement du top 100 en fin d'année.
Sa saison 2010 est également difficile. Il débute bien en atteignant les quarts de finale au tournoi ATP de Doha après avoir battu au premier tour le 41e mondial Guillermo García-López mais doit abandonner face à Rafael Nadal pour un problème de dos. Par la suite, ses seules performances notables sont réalisées sur le circuit Challenger (une victoire à Cordenons ainsi que deux finales à Barletta et à l'Ethias Trophy).

### 2013. La plus belle victoire de sa carrière
Lors du tournoi de Wimbledon 2013, il réalise l'exploit d'éliminer Rafael Nadal, vainqueur de Roland-Garros deux semaines plus tôt, au premier tour en trois sets (7-64, 7-68, 6-4). C'est le premier joueur à avoir éliminé Nadal, qui a alors 27 ans, au premier tour d'un tournoi du Grand Chelem (Fernando Verdasco élimine Nadal au premier tour de l'Open d'Australie 2016).
Au tour suivant, il doit déclarer forfait à cause d'une blessure à l'épaule et est tenu éloigné des courts de longs mois.

### 2016-2017. Victoires en Challenger et meilleur classement
À l'Open de Shenzhen 2017, il affronte au second tour le no 4 mondial Alexander Zverev qu'il avait battu en début d'année en Coupe Davis. Il remporte le premier set 6-4, puis pousse l'Allemand au tie-break dans les deux suivants mais s'y incline à chaque fois 5-7.
Steve Darcis ne dispute aucun match en 2018 en raison d'une blessure chronique au coude droit.

## Palmarès

### Titres en simple (2)
| No | Date       | Nom et lieu du tournoi                       | Catégorie   | Surface      | Finaliste       | Score     |          |
| -- | ---------- | -------------------------------------------- | ----------- | ------------ | --------------- | --------- | -------- |
| 1  | 16/07/2007 | Dutch Open Tennis, Amersfoort                | Int' Series | Terre (ext.) | Werner Eschauer | 6-1, 7-61 | Parcours |
| 2  | 25/02/2008 | Regions Morgan Keegan Championships, Memphis | Series Gold | Dur (int.)   | Robin Söderling | 6-3, 7-65 | Parcours |

### Finale en simple (1)
| No | Date       | Nom et lieu du tournoi        | Catégorie   | Surface      | Vainqueur       | Score         |          |
| -- | ---------- | ----------------------------- | ----------- | ------------ | --------------- | ------------- | -------- |
| 1  | 14/07/2008 | Dutch Open Tennis, Amersfoort | Int' Series | Terre (ext.) | Albert Montañés | 6-1, 5-7, 3-6 | Parcours |

### Titre en double
Aucun

### Finale en double
Aucune

### Palmarès en tournois Challenger

#### En simple (10/23)
| Résultat  | Date       | Tournoi                                   | Prize Money | Adversaire en finale     | Score          |
| --------- | ---------- | ----------------------------------------- | ----------- | ------------------------ | -------------- |
| Finaliste | 17/10/2005 | Kobstaedernes ATP Challenger, Kolding     | 50 000 $    | Dmitri Toursounov        | 3-6, 4-6       |
| Finaliste | 07/11/2005 | Bauer Watertechnology Cup, Eckental       | 25 000 $    | Michael Berrer           | 3-6, 6-4, 4-6  |
| Victoire  | 12/11/2007 | IPP Open, Helsinki                        | 42 500 €    | Tobias Kamke             | 6-3, 1-6, 6-4  |
| Finaliste | 01/06/2009 | UniCredit Czech Open, Prostějov           | 127 500 €   | Jan Hájek                | 2-6, 6-1, 4-6  |
| Finaliste | 22/03/2010 | Open Barletta, Barletta                   | 30 000 €    | Pere Riba                | 3-6, ab.       |
| Victoire  | 26/07/2010 | Zucchetti Kos Tennis Cup, Cordenons       | 85 000 €    | Daniel Muñoz de la Nava  | 6-2, 6-4       |
| Finaliste | 04/10/2010 | Ethias Trophy, Mons                       | 106 500 €   | Adrian Mannarino         | 5-7, 2-6       |
| Victoire  | 04/07/2011 | The Hague Open, Schéveningue              | 42 500 €    | Marsel Ilhan             | 6-3, 4-6, 6-2  |
| Victoire  | 01/08/2011 | Internazionali Città di Trani, Trani      | 30 000 €    | Leonardo Mayer           | 4-6, 6-3, 6-2  |
| Finaliste | 06/02/2012 | yp Challenger of Dallas, Dallas           | 100 000 $   | Jesse Levine             | 4-6, 4-6       |
| Finaliste | 29/04/2013 | Prosperita Open, Ostrava                  | 85 000 €    | Jiří Veselý              | 4-6, 4-6       |
| Finaliste | 29/09/2014 | Ethias Trophy, Mons                       | 106 500 €   | David Goffin             | 3-6, 3-6       |
| Victoire  | 06/10/2014 | Open de Rennes, Rennes                    | 85 000 €    | Nicolas Mahut            | 6-2, 6-4       |
| Victoire  | 05/01/2015 | Challenger BNP Paribas, Nouméa            | 75 000 $    | Adrián Menéndez-Maceiras | 6-3, 6-2       |
| Victoire  | 06/06/2016 | Open Sopra-Steria de Lyon, Lyon           | 64 000 €    | Thiago Monteiro          | 3-6, 6-2, 6-0  |
| Finaliste | 13/06/2016 | Internationaux de tennis de Blois, Blois  | 42 500 €    | Carlos Berlocq           | 2-6, 0-6       |
| Finaliste | 01/08/2016 | Svijany Open, Liberec                     | 42 500 €    | Arthur De Greef          | 64-7, 3-6      |
| Victoire  | 08/08/2016 | Strabag Challenger Open, Trnava           | 42 500 €    | Jordi Samper-Montaña     | 6-3, 6-4       |
| Finaliste | 24/10/2016 | WHB Hungarian Open, Budapest              | 64 000 €    | Marius Copil             | 4-6, 2-6       |
| Victoire  | 31/10/2016 | Bauer Watertechnology Cup, Eckental       | 35 000 €    | Alex De Minaur           | 6-4, 6-2       |
| Victoire  | 15/05/2017 | BNP Paribas Primrose, Bordeaux            | 106 000 €   | Rogério Dutra Silva      | 7-62, 4-6, 7-5 |
| Finaliste | 11/02/2019 | Challenger Cherbourg-La Manche, Cherbourg | 46 600 €    | Ugo Humbert              | 7-66, 3-6, 3-6 |
| Finaliste | 28/10/2019 | Bauer Watertechnology Cup, Eckental       | 46 600 €    | Jiří Veselý              | 4-6, 6-4, 3-6  |

#### En double (3/5)
| Résultat  | Date       | Tournoi                      | Prize Money | Partenaire      | Adversaires                             | Score            |
| --------- | ---------- | ---------------------------- | ----------- | --------------- | --------------------------------------- | ---------------- |
| Victoire  | 27/06/2005 | Open de Montauban, Montauban | 25 000 $    | Stefan Wauters  | Gabriel Trujillo-Soler Lovro Zovko      | 6-4, 65-7, 6-4   |
| Finaliste | 04/07/2005 | Siemens Open, Schéveningue   | 42 500 €    | Kristof Vliegen | Édouard Roger-Vasselin Julien Benneteau | 7-5, 5-7, 65-7   |
| Finaliste | 14/05/2007 | Sanremo Tennis Cup, San Remo | 21 250 €    | Stefan Wauters  | Sanchai Ratiwatana Sonchat Ratiwatana   | 63-7, 3-6        |
| Victoire  | 15/02/2010 | Morocco Tennis Tour, Tanger  | 30 000 €    | Dominik Meffert | Uladzimir Ignatik Martin Kližan         | 5-7, 7-5, [10-7] |
| Victoire  | 29/04/2013 | Prosperita Open, Ostrava     | 85 000 €    | Olivier Rochus  | Tomasz Bednarek Mateusz Kowalczyk       | 7-5, 7-5         |

## Parcours dans les tournois duGrand Chelem

### En simple
| Année | Open d'Australie | Open d'Australie | Internationaux de France | Internationaux de France | Wimbledon       | Wimbledon        | US Open         | US Open         |
| ----- | ---------------- | ---------------- | ------------------------ | ------------------------ | --------------- | ---------------- | --------------- | --------------- |
| 2007  | —                | —                | —                        | —                        | —               | —                | 1er tour (1/64) | Tommy Haas      |
| 2008  | 1er tour (1/64)  | Lleyton Hewitt   | 1er tour (1/64)          | David Ferrer             | 1er tour (1/64) | Márcos Baghdatís | 2e tour (1/32)  | J. Blake        |
| 2009  | 1er tour (1/64)  | S. de Chaunac    | 1er tour (1/64)          | Victor Hănescu           | 2e tour (1/32)  | Ivo Karlović     | 1er tour (1/64) | Nicolás Almagro |
| 2010  | —                | —                | 2e tour (1/32)           | Nicolás Almagro          | —               | —                | —               | —               |
| 2011  | —                | —                | 3e tour (1/16)           | Gaël Monfils             | —               | —                | 2e tour (1/32)  | J. I. Chela     |
| 2012  | 1er tour (1/64)  | Florent Serra    | 1er tour (1/64)          | F. Verdasco              | 1er tour (1/64) | Guillaume Rufin  | 2e tour (1/32)  | S. Wawrinka     |
| 2013  | 1er tour (1/64)  | P. Kohlschreiber | 1er tour (1/64)          | Michaël Llodra           | 2e tour (1/32)  | Forfait          | —               | —               |
| 2014  | —                | —                | —                        | —                        | —               | —                | 1er tour (1/64) | Martin Kližan   |
| 2015  | —                | —                | 1er tour (1/64)          | Simone Bolelli           | 1er tour (1/64) | Feliciano López  | 2e tour (1/32)  | Roger Federer   |
| 2016  | 1er tour (1/64)  | Guido Pella      | 2e tour (1/32)           | Novak Djokovic           | —               | —                | 2e tour (1/32)  | John Isner      |
| 2017  | 3e tour (1/16)   | Andreas Seppi    | 1er tour (1/64)          | Milos Raonic             | 2e tour (1/32)  | David Ferrer     | 1er tour (1/64) | Guido Pella     |
| 2018  | —                | —                | —                        | —                        | —               | —                | —               | —               |
| 2019  | 1er tour (1/64)  | Borna Ćorić      | —                        | —                        | 2e tour (1/32)  | R. Bautista-Agut | 1er tour (1/64) | Dušan Lajović   |

N.B. : à droite du résultat se trouve le nom de l'ultime adversaire.

### En double
| Année | Open d'Australie                                                                    | Open d'Australie                                                               | Internationaux de France                                                               | Internationaux de France                                                             | Wimbledon                                                                       | Wimbledon                                                                          | US Open | US Open |
| ----- | ----------------------------------------------------------------------------------- | ------------------------------------------------------------------------------ | -------------------------------------------------------------------------------------- | ------------------------------------------------------------------------------------ | ------------------------------------------------------------------------------- | ---------------------------------------------------------------------------------- | ------- | ------- |
| 2008  | 1er tour (1/32) O. Rochus \|\| style="text-align:left;" \| F. Čermák L. Dlouhý      | 1/4 de finale O. Rochus \|\| style="text-align:left;" \| D. Nestor N. Zimonjić | 1er tour (1/32) K. Vliegen \|\| style="text-align:left;" \| M. Kohlmann J.-C. Scherrer | 1er tour (1/32) O. Rochus \|\| style="text-align:left;" \| I. Kunitsyn D. Toursounov |                                                                                 |                                                                                    |         |         |
| 2009  | 1er tour (1/32) C. Rochus \|\| style="text-align:left;" \| F. Fognini I. Ljubičić   | —                                                                              | —                                                                                      | —                                                                                    | —                                                                               | —                                                                                  | —       |         |
| 2010  | 2e tour (1/16) J. Benneteau \|\| style="text-align:left;" \| John Isner Sam Querrey | —                                                                              | —                                                                                      | —                                                                                    | —                                                                               | —                                                                                  | —       |         |
| 2011  | —                                                                                   | —                                                                              | —                                                                                      | —                                                                                    | —                                                                               | —                                                                                  | —       | —       |
| 2012  | —                                                                                   | —                                                                              | 1er tour (1/32) O. Rochus \|\| style="text-align:left;" \| M. Elgin D. Istomin         | 1/8 de finale O. Rochus \|\| style="text-align:left;" \| R. Lindstedt Horia Tecău    | 1er tour (1/32) D. Goffin \|\| style="text-align:left;" \| Bob Bryan Mike Bryan |                                                                                    |         |         |
| 2013  | —                                                                                   | —                                                                              | —                                                                                      | —                                                                                    | —                                                                               | —                                                                                  | —       | —       |
| 2014  | —                                                                                   | —                                                                              | —                                                                                      | —                                                                                    | —                                                                               | —                                                                                  | —       | —       |
| 2015  | —                                                                                   | —                                                                              | 1er tour (1/32) M. Daniell \|\| style="text-align:left;" \| M. Matkowski N. Zimonjić   | —                                                                                    | —                                                                               | 1er tour (1/32) B. Paire \|\| style="text-align:left;" \| A. Mannarino F. Martin   |         |         |
| 2016  | —                                                                                   | —                                                                              | —                                                                                      | —                                                                                    | —                                                                               | —                                                                                  | —       | —       |
| 2017  | —                                                                                   | —                                                                              | 1er tour (1/32) B. Paire \|\| style="text-align:left;" \| M. Elgin K. Khachanov        | —                                                                                    | —                                                                               | 1/8 de finale Dudi Sela \|\| style="text-align:left;" \| Robin Haase M. Middelkoop |         |         |

N.B. : le nom du partenaire se trouve sous le résultat ; le nom des ultimes adversaires se trouve à droite.

## Parcours dans lesMasters 1000
| Année | Indian Wells          | Miami                  | Monte-Carlo        | Rome                | Hambourg puis Madrid | Canada | Cincinnati | Madrid puis Shanghai | Paris |
| ----- | --------------------- | ---------------------- | ------------------ | ------------------- | -------------------- | ------ | ---------- | -------------------- | ----- |
| 2008  | —                     | —                      | —                  | 2e tour N. Djokovic | 1er tour I. Ljubičić | —      | —          | 1er tour Mardy Fish  | —     |
| 2009  | 2e tour Marin Čilić   | 1er tour Amer Delić    | —                  | —                   | —                    | —      | —          | —                    | —     |
| 2010  | —                     | —                      | —                  | —                   | —                    | —      | —          | —                    | —     |
| 2011  | —                     | —                      | —                  | —                   | —                    | —      | —          | —                    | —     |
| 2012  | 2e tour A. Dolgopolov | 1er tour D. Nalbandian | —                  | —                   | —                    | —      | —          | —                    | —     |
| 2013  | —                     | —                      | —                  | —                   | —                    | —      | —          | —                    | —     |
| 2014  | —                     | —                      | —                  | —                   | —                    | —      | —          | —                    | —     |
| 2015  | —                     | 3e tour N. Djokovic    | —                  | —                   | —                    | —      | —          | —                    | —     |
| 2016  | —                     | —                      | —                  | —                   | —                    | —      | —          | —                    | —     |
| 2017  | —                     | —                      | 1er tour D. Goffin | —                   | —                    | —      | —          | —                    | —     |

N.B. : sous le résultat se trouve le nom de l’ultime adversaire.

## Parcours enCoupe Davis
| #                                                                    | Date          | Lieu              | Surface             | Gagnant(s)                        | Perdant(s)                   | Score                     |          |
|                                                                      |               |                   |                     |                                   |                              |                           |          |
| 2005 - play-off (groupe mondial) - Belgique - États-Unis 1:4         |               |                   |                     |                                   |                              |                           |          |
| 1                                                                    | 23-25/09/2005 | Louvain           | Terre (int.)        | James Blake                       | Steve Darcis                 | 7-5, 6-1                  | Parcours |
|                                                                      |               |                   |                     |                                   |                              |                           |          |
| 2008 - 1er tour (groupe mondial) - République tchèque - Belgique 3:2 |               |                   |                     |                                   |                              |                           |          |
| 2                                                                    | 8-10/02/2008  | Ostrava           | Synthétique (int.)  | Radek Štěpánek                    | Steve Darcis                 | 4-6, 64-7, 65-7           | Parcours |
| 2                                                                    | 8-10/02/2008  | Ostrava           | Synthétique (int.)  | Steve Darcis                      | Lukáš Dlouhý                 | 7-61, 6-1                 | Parcours |
|                                                                      |               |                   |                     |                                   |                              |                           |          |
| 2008 - play-off (groupe mondial) - Suisse - Belgique 4:1             |               |                   |                     |                                   |                              |                           |          |
| 3                                                                    | 19-21/09/2008 | Lausanne          | Dur (int.)          | Stanislas Wawrinka                | Steve Darcis                 | 63-7, 6-1, 6-3, 2-6, 6-4  | Parcours |
| 3                                                                    | 19-21/09/2008 | Lausanne          | Dur (int.)          | Stéphane Bohli                    | Steve Darcis                 | 6-3, 1-6, 6-3             | Parcours |
|                                                                      |               |                   |                     |                                   |                              |                           |          |
| 2009 - play-off (groupe mondial) - Belgique - Ukraine 3:2            |               |                   |                     |                                   |                              |                           |          |
| 4                                                                    | 18-20/09/2009 | Charleroi         | Terre (int.)        | Steve Darcis                      | Serhiy Stakhovsky            | 6-2, 6-3, 6-4             | Parcours |
| 4                                                                    | 18-20/09/2009 | Charleroi         | Terre (int.)        | Steve Darcis                      | Sergueï Bubka                | 6-2, 6-1, 6-0             | Parcours |
|                                                                      |               |                   |                     |                                   |                              |                           |          |
| 2010 - 1er tour (groupe mondial) - Belgique - République tchèque 1:4 |               |                   |                     |                                   |                              |                           |          |
| 5                                                                    | 5-7/03/2010   | Bree              | Terre (int.)        | Steve Darcis                      | Jan Hájek                    | 7-66, 1-6, 6-4            | Parcours |
| 5                                                                    | 5-7/03/2010   | Bree              | Terre (int.)        | Tomáš Berdych Radek Štěpánek      | Steve Darcis Olivier Rochus  | 6-7, 0-6, 3-6             | Parcours |
|                                                                      |               |                   |                     |                                   |                              |                           |          |
| 2010 - play-off (groupe mondial) - Australie - Belgique 2:3          |               |                   |                     |                                   |                              |                           |          |
| 6                                                                    | 17-19/09/2010 | Cairns            | Dur (ext.)          | Steve Darcis                      | Carsten Ball                 | 7-64, 6-3, 6-4            | Parcours |
|                                                                      |               |                   |                     |                                   |                              |                           |          |
| 2011 - 1er tour (groupe mondial) - Belgique - Espagne 1:4            |               |                   |                     |                                   |                              |                           |          |
| 7                                                                    | 4-6/03/2011   | Charleroi         | Terre (int.)        | Steve Darcis                      | Feliciano López              | 64-7, 7-66, 7-63          | Parcours |
| 7                                                                    | 4-6/03/2011   | Charleroi         | Terre (int.)        | Feliciano López Fernando Verdasco | Steve Darcis Olivier Rochus  | 6-7, 4-6, 3-6             | Parcours |
|                                                                      |               |                   |                     |                                   |                              |                           |          |
| 2011 - play-off (groupe mondial) - Belgique - Autriche 1:4           |               |                   |                     |                                   |                              |                           |          |
| 8                                                                    | 16-18/09/2011 | Anvers            | Dur (int.)          | Steve Darcis                      | Jürgen Melzer                | 7-63, 64-7, 6-4, 6-3      | Parcours |
| 8                                                                    | 16-18/09/2011 | Anvers            | Dur (int.)          | Oliver Marach Alexander Peya      | Steve Darcis Olivier Rochus  | 4-6, 6-3, 6-4, 6-4        | Parcours |
|                                                                      |               |                   |                     |                                   |                              |                           |          |
| 2012 - play-off (groupe mondial) - Belgique - Suède 5:0              |               |                   |                     |                                   |                              |                           |          |
| 9                                                                    | 14-16/09/2012 | Bruxelles         | Terre Battue (ext.) | Steve Darcis                      | Michael Ryderstedt           | 6-3, 7-63, 6-0            | Parcours |
| 9                                                                    | 14-16/09/2012 | Bruxelles         | Terre Battue (ext.) | Steve Darcis                      | Andreas Vinciguerra          | 6-4, 6-2                  | Parcours |
|                                                                      |               |                   |                     |                                   |                              |                           |          |
| 2013 - 1er tour (groupe mondial) - Belgique - Serbie 2:3             |               |                   |                     |                                   |                              |                           |          |
| 10                                                                   | 1-3/02/2013   | Charleroi         | Terre (int.)        | Viktor Troicki Nenad Zimonjić     | Ruben Bemelmans Steve Darcis | 6-4, 6-4, 5-7, 6-4        | Parcours |
| 10                                                                   | 1-3/02/2013   | Charleroi         | Terre (int.)        | Steve Darcis                      | Nenad Zimonjić               | 6-2, 6-4                  | Parcours |
|                                                                      |               |                   |                     |                                   |                              |                           |          |
| 2013 - play-off (groupe mondial) - Belgique - Israël 3:2             |               |                   |                     |                                   |                              |                           |          |
| 11                                                                   | 12-15/09/2013 | Anvers            | Terre (int.)        | Steve Darcis                      | Dudi Sela                    | 6-1, 6-2, 6-2             | Parcours |
| 11                                                                   | 12-15/09/2013 | Anvers            | Terre (int.)        | Jonathan Erlich Andy Ram          | Steve Darcis Olivier Rochus  | 6-4, 5-7, 1-6, 7-5, 6-3   | Parcours |
| 11                                                                   | 12-15/09/2013 | Anvers            | Terre (int.)        | Steve Darcis                      | Amir Weintraub               | 6-2, 6-2, 6-2             | Parcours |
|                                                                      |               |                   |                     |                                   |                              |                           |          |
| 2014 - play-off (groupe mondial) - Ukraine - Belgique 2:3            |               |                   |                     |                                   |                              |                           |          |
| 12                                                                   | 12-14/09/2014 | Tallinn           | Dur (int.)          | Serhiy Stakhovsky                 | Steve Darcis                 | 65-7, 6-4, 6-2, 6-2       | Parcours |
| 12                                                                   | 12-14/09/2014 | Tallinn           | Dur (int.)          | Illya Marchenko                   | Steve Darcis                 | 7-62, 6-4                 | Parcours |
|                                                                      |               |                   |                     |                                   |                              |                           |          |
| 2015 - 1er tour (groupe mondial) - Belgique - Suisse 3:2             |               |                   |                     |                                   |                              |                           |          |
| 13                                                                   | 6-8/03/2015   | Liège             | Dur (int.)          | Steve Darcis                      | Michael Lammer               | 6-3, 6-1, 6-3             | Parcours |
| 13                                                                   | 6-8/03/2015   | Liège             | Dur (int.)          | Henri Laaksonen                   | Steve Darcis                 | 6-3, 3-6, 3-6, 7-65, 6-1  | Parcours |
|                                                                      |               |                   |                     |                                   |                              |                           |          |
| 2015 - 1/4 de finale (groupe mondial) - Belgique - Canada 5:0        |               |                   |                     |                                   |                              |                           |          |
| 14                                                                   | 17-19/07/2015 | Ostende           | Terre battue (ext.) | Steve Darcis                      | Frank Dancevic               | 3-6, 6-1, 7-5, 6-3        | Parcours |
| 14                                                                   | 17-19/07/2015 | Ostende           | Terre battue (ext.) | Steve Darcis                      | Filip Peliwo                 | 6-4, 6-3                  | Parcours |
|                                                                      |               |                   |                     |                                   |                              |                           |          |
| 2015 - 1/2 finale (groupe mondial) - Belgique - Argentine 3:2        |               |                   |                     |                                   |                              |                           |          |
| 15                                                                   | 18-20/09/2015 | Bruxelles         | Dur (int.)          | Leonardo Mayer                    | Steve Darcis                 | 7-65, 7-61, 4-6, 6-3      | Parcours |
| 15                                                                   | 18-20/09/2015 | Bruxelles         | Dur (int.)          | Carlos Berlocq Leonardo Mayer     | Ruben Bemelmans Steve Darcis | 6-2, 7-62, 5-7, 7-65      | Parcours |
| 15                                                                   | 18-20/09/2015 | Bruxelles         | Dur (int.)          | Steve Darcis                      | Federico Delbonis            | 6-4, 2-6, 7-5, 7-63       | Parcours |
|                                                                      |               |                   |                     |                                   |                              |                           |          |
| 2015 - Finale (groupe mondial) - Belgique - Grande-Bretagne 1:3      |               |                   |                     |                                   |                              |                           |          |
| 16                                                                   | 27-29/11/2015 | Gand              | Terre (int.)        | Andy Murray Jamie Murray          | Steve Darcis David Goffin    | 6-4, 4-6, 6-3, 6-2        | Parcours |
|                                                                      |               |                   |                     |                                   |                              |                           |          |
| 2016 - play-off (groupe mondial) - Belgique - Brésil 4:0             |               |                   |                     |                                   |                              |                           |          |
| 17                                                                   | 16-18/09/2016 | Ostende           | Dur (int.)          | Steve Darcis                      | Thomaz Bellucci              | 65-7, 6-1, 6-3, 6-3       | Parcours |
|                                                                      |               |                   |                     |                                   |                              |                           |          |
| 2017 - 1er tour (groupe mondial) - Allemagne - Belgique 1:4          |               |                   |                     |                                   |                              |                           |          |
| 18                                                                   | 3-5/02/2017   | Francfort         | Dur (int.)          | Steve Darcis                      | Philipp Kohlschreiber        | 6-4, 3-6, 2-6, 7-62, 7-65 | Parcours |
| 18                                                                   | 3-5/02/2017   | Francfort         | Dur (int.)          | Steve Darcis                      | Alexander Zverev             | 2-6, 6-4, 6-4, 7-68       | Parcours |
|                                                                      |               |                   |                     |                                   |                              |                           |          |
| 2017 - 1/4 de finale (groupe mondial) - Belgique - Italie 3:2        |               |                   |                     |                                   |                              |                           |          |
| 19                                                                   | 7-9/04/2017   | Charleroi         | Dur (int.)          | Steve Darcis                      | Paolo Lorenzi                | 63-7, 6-1, 6-1, 7-64      | Parcours |
|                                                                      |               |                   |                     |                                   |                              |                           |          |
| 2017 - 1/2 finale (groupe mondial) - Belgique - Australie 3:2        |               |                   |                     |                                   |                              |                           |          |
| 20                                                                   | 15-17/09/2017 | Bruxelles         | Terre (int.)        | Nick Kyrgios                      | Steve Darcis                 | 6-3, 3-6, 65-7, 6-1, 6-2  | Parcours |
| 20                                                                   | 15-17/09/2017 | Bruxelles         | Terre (int.)        | Steve Darcis                      | Jordan Thompson              | 6-4, 7-5, 6-2             | Parcours |
|                                                                      |               |                   |                     |                                   |                              |                           |          |
| 2017 - Finale (groupe mondial) - France - Belgique 3:2               |               |                   |                     |                                   |                              |                           |          |
| 21                                                                   | 24-26/11/2017 | Villeneuve-d'Ascq | Dur (int.)          | Jo-Wilfried Tsonga                | Steve Darcis                 | 6-3, 6-2, 6-1             | Parcours |
| 21                                                                   | 24-26/11/2017 | Villeneuve-d'Ascq | Dur (int.)          | Lucas Pouille                     | Steve Darcis                 | 6-3, 6-1, 6-0             | Parcours |
|                                                                      |               |                   |                     |                                   |                              |                           |          |
| 2019 - Phase de poules (groupe mondial) - Belgique - Colombie 2:1    |               |                   |                     |                                   |                              |                           |          |
| 22                                                                   | 18/11/2019    | Madrid            | Dur (int.)          | Steve Darcis                      | Santiago Giraldo             | 6-3, 6-2                  | Parcours |
|                                                                      |               |                   |                     |                                   |                              |                           |          |
| 2019 - Phase de poules (groupe mondial) - Belgique - Australie 1:2   |               |                   |                     |                                   |                              |                           |          |
| 23                                                                   | 20/11/2019    | Madrid            | Dur (int.)          | Nick Kyrgios                      | Steve Darcis                 | 6-2, 7-69                 | Parcours |

## Classements ATP en fin de saison
| Année          | 2002 | 2003 | 2004 | 2005 | 2006 | 2007 | 2008 | 2009 | 2010 | 2011 | 2012 | 2013 | 2014 | 2015 | 2016 | 2017 |
| Rang en simple | 1049 | 549  | 360  | 155  | 474  | 88   | 61   | 122  | 109  | 88   | 91   | 169  | 163  | 86   | 86   | 77   |
| Rang en double | -    | 865  | 684  | 276  | -    | 411  | 128  | 802  | 183  | 955  | 228  | 463  | 1046 | 600  | 864  | 318  |

Source : (en) Classements de Steve Darcis sur le site officiel de la Fédération internationale de tennis

## Records et statistiques

### Victoires sur le top 10
Toutes ses victoires sur des joueurs classés dans le top 10 de l'ATP lors de la rencontre.
| Légende         |
| --------------- |
| Grand Chelem    |
| Jeux olympiques |
| Masters 1000    |
| 500 Series      |
| 250 Series      |
| Coupe Davis     |

| # | S.D.   | Tournoi         | Année | Surface | Adversaire          | Rang  | Tour | Score           |
| - | ------ | --------------- | ----- | ------- | ------------------- | ----- | ---- | --------------- |
| 1 | no 75  | Jeux olympiques | 2012  | Gazon   | Tomáš Berdych       | no 7  | 1/32 | 6-4, 6-4        |
| 2 | no 135 | Wimbledon       | 2013  | Gazon   | Rafael Nadal        | no 5  | 1/64 | 7-64, 7-68, 6-4 |
| 3 | no 73  | Pékin           | 2017  | Dur     | Pablo Carreño Busta | no 10 | 1/16 | 6-0, 6-4        |

Steve Darcis a également battu 3 joueurs classés dans le top 20 :
- Mikhail Youzhny, 13e, au tournoi d'Amersfoort 2007 (4-6, 6-0, 7-5)
- Richard Gasquet, 15e, au tournoi de Lyon 2008 (6-4, 3-6, 7-65)
- Tomáš Berdych, 20e, au Challenger de Prostějov 2009 (7-67, 7-64)

### Ses trois meilleures victoires en simple par saison
| 2002 1. Julien Benneteau - 225e - 7-5, 6-2 2. Igor Gaudi - 375e - 6-1, 7-5 | 2003 1. Ivaylo Traykov - 295e - 6-2, 6-4 2. Marc Gicquel - 375e - 6-4, 4-6, 6-2 3. Ryan Sachire - 427e - 6-3, 6-4 | 2004 1. Petr Kralert - 282e - 6-3, 6-1 2. Andrei Stoliarov - 326e - 6-1, 6-1 3. Marc Fornell-Mestres - 330e - 6-1, 6-1 | 2005 1. Paul Goldstein - 83e - 7-62, 6-4 2. Alexander Waske - 97e - 7-62, 6-4 3. Jiří Vaněk - 99e- 6-4, 6-3 |

| 2006 1. Evgeny Korolev - 162e - 6-3, 6-2 2. Evgeny Korolev - 164e - 6-3, 4-1 ab. 3. Amir Hadad - 256e - 6-3, 6-4 | 2007 1. Mikhail Youzhny - 13e - 4-6, 6-0, 7-5 2. Marc Gicquel - 39e - 6-3, 6-4 3. Gilles Simon - 51e - 7-64, 6-1 | 2008 1. Richard Gasquet - 15e - 6-4, 3-6, 7-65 2. Radek Štěpánek - 28e - 6-4, 3-6, 6-3 3. Ivan Ljubičić - 29e - 7-5, 7-65 | 2009 1. Tomáš Berdych - 20e - 7-67, 7-64 2. Marcel Granollers - 47e - 5-0 ab. 3. Dudi Sela - 59e - 6-4, 61-7, 6-3 |

| 2010 1. Guillermo García-López - 41e - 6-4, 6-1 2. Eduardo Schwank - 64e - 6-2, 7-5 3. Jan Hájek - 82e - 7-66, 1-6, 6-4 | 2011 1. Jürgen Melzer - 21e - 7-63, 64-7, 6-4, 6-3 2. Michaël Llodra - 24e - 65-7, 6-3, 6-3, 6-3 3. Nikolay Davydenko - 38e - 3-6, 6-0, 7-62 | 2012 1. Tomáš Berdych - 7e - 6-4, 6-4 2. Andy Roddick - 21e - 7-66, 7-63 3. Viktor Troicki - 22e - 6-4, 4-6, 6-4 | 2013 1. Rafael Nadal - 5e - 7-64, 7-68, 6-4 2. Lukáš Rosol - 35e - 4-6, 7-63, 6-4 3. Paul-Henri Mathieu - 72e - 7-5, 6-4 |

| 2014 1. Jiří Veselý - 78e - 6-4, 6-4 2. Dudi Sela - 84e - 3-6, 6-0, 6-2 3. Dudi Sela - 87e - 6-1, 7-63 | 2015 1. Jérémy Chardy - 34e - 6-3, 4-6, 6-3 2. Gilles Müller - 36e - 6-4, 62-7, 6-3 3. Adrian Mannarino - 42e - 7-64, 6-4 | 2016 1. Benoît Paire - 42e - 66-7, 6-1, 6-4 2. Thomaz Bellucci - 79e - 65-7, 6-1, 6-3, 6-3 3. J. Thompson - 91e - 5-7, 3-6, 7-65, 6-4, 7-5 | 2017 1. Pablo Carreño Busta - 10e - 6-0, 6-4 2. Alexander Zverev - 22e - 2-6, 6-4, 6-4, 7-68 3. Philipp Kohlschreiber - 29e - 6-4, 3-6, 2-6, 7-62, 7-65 |

| 2018 - | 2019 1. Malek Jaziri - 45e - 7-5, 6-2 2. Adrian Mannarino - 50e - 5-7, 6-0, 6-1 3. Roberto Carballés Baena - 73e - 6-3, 6-4 |  |  |

## Distinctions
- Officier du Mérite wallon (O.M.W.) 2017